# Auguste Coutin (cuisinier)
Pour l’article homonyme, voir Auguste Coutin.
Auguste Louis Coutin est un cuisinier français né le 7 mars 1884 à Chambéry et disparu lors du naufrage du Titanic dans la nuit du 14 au 15 avril 1912.
Après avoir travaillé dans des restaurants parisiens et londoniens, il exerce alors dans un premier temps sur le paquebot Olympic en 1911, puis sur le Titanic lors de son voyage inaugural dans l’Atlantique nord, mais il meurt au cours de la catastrophe. À la suite du naufrage, son corps n’a jamais pu être retrouvé ni identifié.

## Biographie

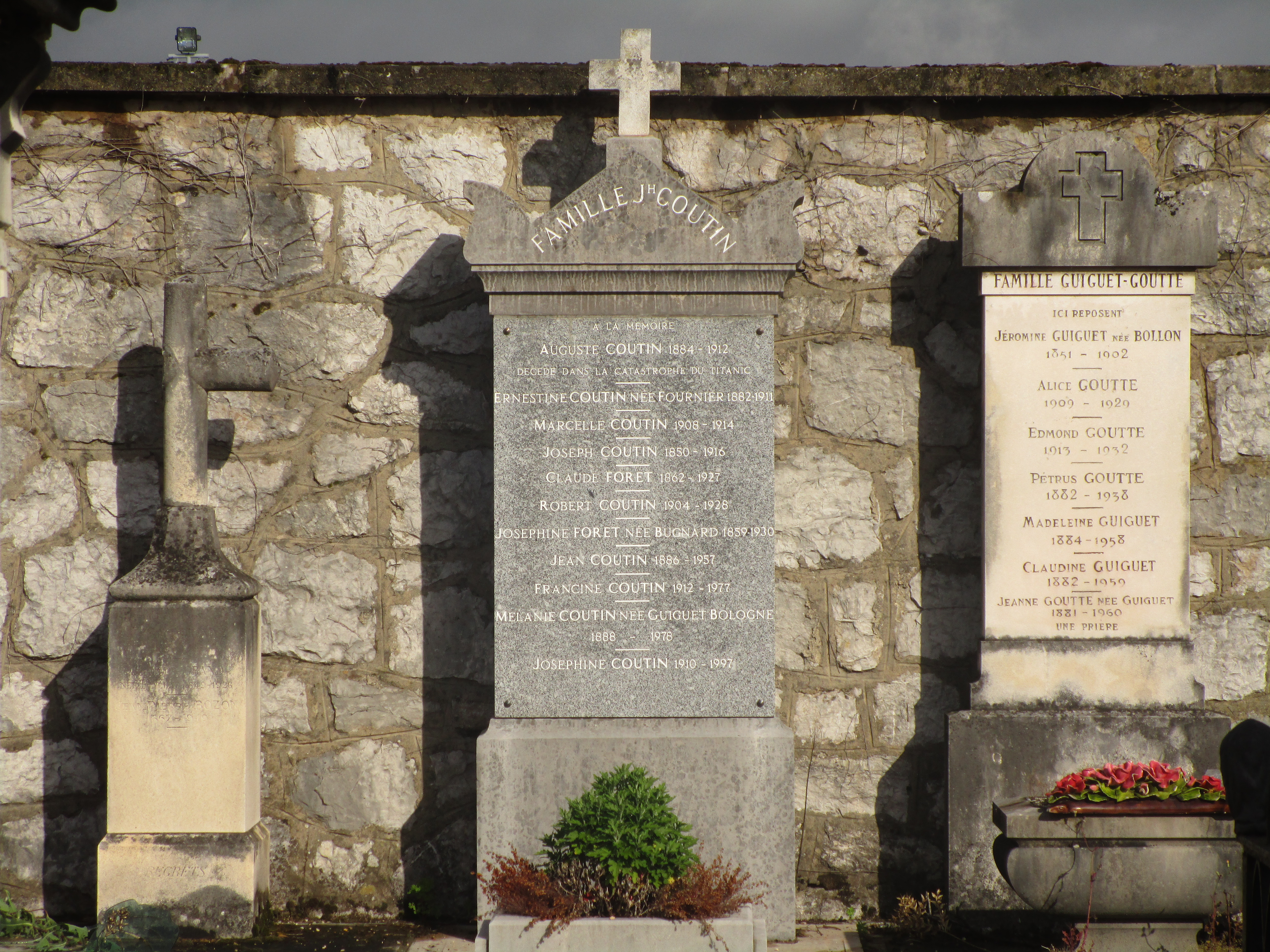
La tombe de la famille Coutin au cimetière Charrière-Neuve de Chambéry-Bissy.

Auguste Louis Coutin est un cuisinier français né le 7 mars 1884 à Chambéry. C’est le premier enfant de Joseph Coutin, restaurateur et propriétaire du Café Joseph Coutin au 14, Rue Croix d’Or, et de Joséphine Bugnard.
Il apprend la cuisine au café de ses parents puis travaille dans des restaurants parisiens avant d’être engagé en 1904 par Luigi Gatti, chef italien propriétaire de deux restaurants à Londres. Le 30 mai 1905, il épouse Ernestine Fournier avec qui il a deux enfants : Robert, né le 18 octobre 1904, et Marcelle, née le 10 juin 1908.
En juin 1911, le paquebot Olympic est mis en service. Le restaurant « À la Carte » est géré par Luigi Gatti qui désigne Auguste comme cuisinier des entrées; mais, le 19 juin 1911, sa femme Ernestine meurt. Il envoie alors ses enfants à Chambéry où ses parents vont s’occuper d’eux.
Lors de la mise en service du Titanic, sister-ship de l’Olympic et fleuron de la White Star Line, l’équipe du restaurant « À la carte » de l’Olympic est mutée sur le nouveau paquebot ; mais, le 14 avril 1912, ce dernier heurte un iceberg dans l’océan Atlantique nord et sombre en quelques heures. Auguste meurt dans le naufrage, comme le reste de l’équipe de Luigi Gatti.
Son corps n’est jamais retrouvé. Sur la tombe familiale, il est inscrit « À la mémoire d’Auguste Coutin (1884-1912) / Décédé dans la catastrophe du Titanic ».